# Oliver Wolcott Jr.
Oliver Wolcott Jr. (Litchfield, 11 de janeiro de 1760 – Nova Iorque, 1 de junho de 1833) foi um advogado, juiz e político norte-americano que serviu nos gabinetes dos presidentes George Washington e John Adams, além de governador de Connecticut.

## Biografia
Wolcott nasceu no dia 11 de janeiro de 1760 em Litchfield, Connecticut, filho de Oliver Wolcott, Sr. e Laura Collins. Ele estudou na Universidade Yale e formou-se em 1778, mesmo tendo juntado-se ao Exército Continental durante a Guerra de Independência dos Estados Unidos, em que serviu como ajudante de campo de seu pai e quartel-metre. Wolcott deixou o exército em 1781 e estudou direito na Escola de Direito de Litchfield.
Ele rapidamente passou a trabalhar no setor financeiro, servindo como membro do Comitê da Mesa de Pagamento entre 1782 e 1788, quando este tornou-se o Escritório de Controle de Contas públicas. Wolcott permaneceu como seu primeiro controlador até o ano seguinte, quando partiu para o nível federal e virou o primeiro auditor do tesouro federal. Dois anos depois, ele alcançou a posição de controlador do Departamento do Tesouro.
O presidente George Washington o nomeou em 1795 como Secretário do Tesouro dos Estados Unidos, mantendo a posição até o final de 1800 na presidência de John Adams. Wolcott deixou o cargo após ser acusado por inimigos políticos de impropriedades. Adams o nomeou em 1801 como Juiz do Tribunal de Circuito, porém deixou a posição no ano seguinte.
Wolcott estabeleceu em 1802 a firma de exportação Oliver Wolcott & Company, permanecendo no negócio até 1810, mesmo sua empresa tendo sido dissolvida cinco anos antes. Ele foi membro do conselho de diretores do Primeiro Banco dos Estados Unidos entre 1810 e 1811, estabelecendo no mesmo ano o Banco da América, local que trabalhou até 1814.
Wolcott voltou para a vida política em 1817 ao ser eleito governador de Connecticut, servindo por dez mandados consecutivos até 1827. Nesse meio tempo também foi delegado da convenção constitucional estadual de Connecticut em 1818. Ele morreu aos 73 aos de idade em Nova Iorque no dia 1 de junho de 1833.